# 杀虎刘站
杀虎刘站，位于山东省滨州市滨城区秦皇台乡杀虎刘村，是滨港铁路的货运站。杀虎刘站通过6公里长的滨沾联络线将滨港铁路与德大铁路相连。
2021年5月18日至19日，对滨港铁路二期全线65公里的平推检查从杀虎刘站开始自南向北进行。